# Edva Jacobsen
Edva Jacobsen (født 31. august 1964) er en færøsk merkonom og politiker (Sambandsflokkurin). Hun bor i Fuglafjørður.
Hun begyndte i 1984 i lære i Føroya Banki, hvor har arbejdet i 25 år fra indtil 2010 ved filialen i Fuglafjørður. Hun har taget finansdiplom og er blev i 2002 uddannet merkonom med speciale i finansstyring. Jacobsen mødte fast for Johan Dahl i Lagtinget 2010–2011 og blev indvalgt på eget mandat fra 2011. Ved lagtingsvalget 2015 blev hun ikke genvalgt.

## Lagtingsudvalg
- 2011-2015 medlem af Kulturudvalget